# 丁宝华
丁宝华，中华人民共和国政治人物、外交官。
1998年，接替施燕华，担任中华人民共和国驻卢森堡大使。2002年，由孙荣民接任。